# 천문 측량
천문측량(天文測量)은 망원경을 사용하여 일정 범위의 밤하늘을 관측하는 것을 말한다. 특정 천체를 관측하는 지향 관측과 반대되는 개념이다.

## 같이 보기
- 분류:천체 목록
- 천체 사진기